# Championnat du Portugal de football 1939-1940
Navigation
1938-1939 1940-1941
Le Championnat du Portugal de football 1939-1940 est la 6e édition de la compétition qui voit la victoire du FC Porto. Ce dernier ne doit sa place en première division qu'à l'élargissement du championnat de huit à dix clubs. Le FC Porto termine 3e du championnat de l'AF Porto, ce qui ne lui permet pas de disputer le championnat de première division, car seuls les deux premiers ont un accès direct. Étant le champion sortant les autres associations régionales rendent, par le biais d'un vote, possible l'extension afin de permettre la participation du FC Porto.

## Clubs participants
L'accès à la première division se fait par les championnats régionaux (les 4 premiers du championnat de l'AF Lisbonne, les 2 de l'AF Porto, et les premiers de l'AF Coimbra et de l'AF Setúbal).
Le FC Porto, dans son championnat régional, lors du match l'opposant à son rival de Académico FC, se retrouve à 5 joueurs, l'arbitre décide donc d'arrêter le match, bien qu'à l'époque aucune règle ne stipule que le match doit être interrompu en cas d'infériorité numérique. Cela vaut match perdu mais le FC Porto fait appel auprès de l'AF Porto qui décide de faire rejouer la rencontre, gagné 1 à 0. Mais la fédération en décide autrement et retire les 2 points de la victoire et les joueurs de Porto se retrouvent relégués à la 3e place ce qui les empêche de participer au championnat national. Du coup le Leixões SC est déclaré champion de l'AF Porto, mais ce dernier récuse le titre arguant le fait de ne pas avoir remporté le championnat sur le terrain mais sur tapis vert. À la suite de cette contestation la Fédération décide d'étendre le championnat de 8 à 10 clubs ce qui bénéficie aussi au Vitória Setúbal, deuxième de l'AF Setúbal. 
| Club                 | Ville    | En D1 depuis | Participations | Cl. 1938-39       |
| -------------------- | -------- | ------------ | -------------- | ----------------- |
| Académica de Coimbra | Coimbra  | 1934-35      | 6e             | 5°                |
| Académico Porto      | Porto    | 1937-38      | 4e             | 7°                |
| FC Barreirense       | Barreiro | 1937-38      | 3e             | 6°                |
| CF Os Belenenses     | Lisbonne | 1934-35      | 6e             | 4°                |
| SL Benfica           | Lisbonne | 1934-35      | 6e             | 3°                |
| Carcavelinhos FC     | Lisbonne | 1939-40      | 4e             | Deuxième Division |
| Vitória de Setúbal   | Setúbal  | 1939-40      | 4e             | Deuxième Division |
| Leixões SC           | Porto    | 1939-40      | 2e             | Deuxième Division |
| FC Porto             | Porto    | 1934-35      | 6e             | 1°                |
| Sporting CP          | Lisbonne | 1934-35      | 6e             | 2°                |

## Compétition

### Résultats
| Résultats (▼dom., ►ext.)                                   | FCP | SCP | CFOB | SLB | FCB | AAC | CFC | ACP  | LSC | VDS  |
| FC Porto                                                   |     | 4-2 | 3-2  | 4-2 | 5-1 | 6-0 | 6-0 | 6-1  | 5-1 | 11-0 |
| Sporting CP                                                | 4-3 |     | 4-1  | 3-1 | 7-3 | 6-1 | 4-0 | 11-2 | 8-1 | 12-0 |
| CF Os Belenenses                                           | 0-1 | 0-0 |      | 2-0 | 6-0 | 5-0 | 1-0 | 6-1  | 9-0 | 8-0  |
| SL Benfica                                                 | 2-3 | 1-3 | 4-2  |     | 5-1 | 4-1 | 3-2 | 1-0  | 7-2 | 9-1  |
| FC Barreirense                                             | 2-3 | 0-0 | 2-2  | 0-1 |     | 2-0 | 1-0 | 1-1  | 4-1 | 3-1  |
| Académica de Coimbra                                       | 0-2 | 2-5 | 2-2  | 5-4 | 5-1 |     | 2-2 | 5-2  | 3-1 | 5-0  |
| Carcavelinhos FC                                           | 2-3 | 2-5 | 1-5  | 1-3 | 2-3 | 0-4 |     | 3-2  | 5-2 | 0-0  |
| AC Porto                                                   | 0-2 | 0-1 | 2-3  | 1-5 | 0-1 | 8-2 | 1-3 |      | 0-0 | 1-0  |
| Leixões SC                                                 | 2-5 | 2-9 | 1-3  | 3-3 | 0-1 | 3-3 | 4-1 | 1-2  |     | 1-1  |
| Vitória de Setubal                                         | 0-4 | 0-3 | 0-1  | 0-3 | 0-1 | 1-2 | 0-2 | 2-0  | 1-1 |      |
| - Victoire à domicile - Match nul - Victoire à l'extérieur |     |     |      |     |     |     |     |      |     |      |

### Classement final
| Rang | Équipe               | Pts | J  | G  | N | P  | Bp | Bc | Diff |
| ---- | -------------------- | --- | -- | -- | - | -- | -- | -- | ---- |
| 1    | FC Porto (T)         | 34  | 18 | 17 | 0 | 1  | 76 | 21 | +55  |
| 2    | Sporting CP          | 32  | 18 | 15 | 2 | 1  | 87 | 23 | +64  |
| 3    | CF Os Belenenses     | 25  | 18 | 11 | 3 | 4  | 58 | 21 | +37  |
| 4    | SL Benfica (C)       | 23  | 18 | 11 | 1 | 6  | 58 | 34 | +24  |
| 5    | FC Barreirense       | 19  | 18 | 8  | 3 | 7  | 27 | 39 | -12  |
| 6    | Académica de Coimbra | 17  | 18 | 7  | 3 | 8  | 42 | 54 | -12  |
| 7    | Carcavelinhos FC     | 10  | 18 | 4  | 2 | 12 | 26 | 49 | -23  |
| 8    | AC Porto             | 8   | 18 | 3  | 2 | 13 | 24 | 53 | -29  |
| 9    | Leixões SC           | 7   | 18 | 1  | 5 | 12 | 26 | 70 | -44  |
| 10   | Vitória Setúbal      | 5   | 18 | 1  | 3 | 14 | 7  | 67 | -60  |

|     | Champion        |
| (T) | Tenant du titre |

## Statistiques
- Meilleure attaque : Sporting CP : 87 buts
- Meilleure défense : FC Porto & Os Belenenses: 21 buts

- Plus mauvaise attaque : Vitória Setúbal : 7 buts
- Plus mauvaise défense : Leixões SC : 70 buts

### Meilleurs buteurs
| Cl. | Joueur              | Club          | Buts |
| 1   | Fernando Peyroteo   | Sporting CP   | 29   |
| 1   | Slavko Kodrnja      | FC Porto      | 29   |
| 3   | Francisco Rodrigues | SL Benfica    | 21   |
| 4   | Perfeito Rodrigues  | Os Belenenses | 16   |
| 5   | Horácio Tellechea   | Os Belenenses | 14   |
| 5   | Franjo Petrak       | FC Porto      | 14   |
| 7   | Adolfo Mourão       | Sporting CP   | 12   |
| 8   | Armando Ferreira    | Sporting CP   | 11   |
| 8   | Gomes da Costa      | FC Porto      | 11   |
| 10  | Carlos Brito        | SL Benfica    | 10   |
| 10  | Rafael Correia      | Os Belenenses | 10   |
| 10  | Pedro Pireza        | Sporting CP   | 10   |
| 10  | João Cruz           | Sporting CP   | 10   |

## Les champions du Portugal
- Entraineur : / Mihaly Siska
- Président :  Ângelo César Machado (intellectuel portugais proche de Salazar, et aussi député)

| Joueur                   | Nationalité | Matchs joués | Buts |
| ------------------------ | ----------- | ------------ | ---- |
| Slavko Kodrnja           | Yougoslavie | 18           | 29   |
| Vítor Guilhar            | Portugal    | 18           | 0    |
| Pocas                    | Portugal    | 18           | 0    |
| Carlos Pereira           | Portugal    | 18           | 0    |
| Francisco Gomes da Costa | Portugal    | 17           | 11   |
| António Santos           | Portugal    | 17           | 8    |
| Pereira da Silva         | Portugal    | 17           | 0    |
| Franjo Petrak            | Yougoslavie | 15           | 14   |
| Pinga                    | Portugal    | 15           | 9    |
| Rosado                   | Portugal    | 9            | 0    |
| António Baptista I       | Portugal    | 9            | 0    |
| José Batista II          | Portugal    | 9            | 0    |
| Béla Andrasik            | Hongrie     | 8            | 0    |
| Castro                   | Portugal    | 4            | 2    |
| Sárrea                   | Portugal    | 1            | 1    |
| Carlos Nunes             | Portugal    | 1            | 1    |
| Lopes Carneiro           | Portugal    | 1            | 1    |
| Manuel Soares dos Reis   | Portugal    | 1            | 0    |
| Sacadura                 | Portugal    | 1            | 0    |
| Pacheco                  | Portugal    | 1            | 0    |

## Résumé de la saison
- Le 1er octobre 1939, le quotidien "O Século" organise un match entre le champion de première division et celui de la deuxième (Carcavelinhos FC) qui voit la victoire du FC Porto sur le score de 8 à 0.
- En janvier 1940, la FPF, décide l'élargissement de la première division de 8 à 10 clubs.
- Lors de la 13e journée le FC Porto remporte sa 13e victoire d'affilée, record qui ne sera battu que lors de la saison 1996-1997, par une équipe de Porto entrainée par António Oliveira (15 victoires consécutives).
- Le Sporting CP, bat le FC Porto lors de la 14e journée et relance ainsi le championnat.